# La Pelicula
La Pelicula é o décimo terceiro álbum de estúdio e o décimo álbum de vídeo,  intitulado La Película de Una Vida, sendo o primeiro projeto em espanhol, da dupla sertaneja Bruno & Marrone, gravado em Uberlândia, Minas Gerais, em dezembro de 2017, e lançado em 22 de fevereiro de 2019 pela Universal Music.

## Lista de faixas
| N.º            | Título                       | Compositor(es)                                      | Duração |  |
| 1.             | "Hace de Cuenta"             | Bruno / Felipe                                      | 3:14    |  |
| 2.             | "Cuenta de Loucuras"         | Rennó / Vine Show / Vinicius Poeta                  | 2:47    |  |
| 3.             | "Fructo Especial"            | João Rampani / Aparecida de Moraes                  | 2:57    |  |
| 4.             | "Morena"                     | Ronaldo de Lima / Wilson Viturino / Cesar Omar      | 3ː42    |  |
| 5.             | "Loco, Loco, Loco"           | Wilson Viturino / Cesar Omar                        | 2ː53    |  |
| 6.             | "Deja" (part. Edith Marquez) | Bruno / Vinícius Leão                               | 3:34    |  |
| 7.             | "Te Hice Tanto Mal"          | Bruno / Felipe / Vinícius                           | 3:52    |  |
| 8.             | "Duele Más"                  | Day Medeiros                                        | 3ː08    |  |
| 9.             | "Dormí En La Plaza"          | Fátima Leão / Elias Muniz / Aparecida de Moraes     | 2:30    |  |
| 10.            | "Deja Escurrir"              | Bruno / Waléria Leão                                | 2ː43    |  |
| 11.            | "La Cama" (part. Lucero)     | Diego Damasceno / Bruno Camacho / Fernando Henrique | 3ː32    |  |
| 12.            | "Encadenado A Tu Piel"       | Elias Muniz                                         | 3ː04    |  |
| 13.            | "Vida Vacía"                 | Bruno / Felipe                                      | 3ː08    |  |
| Duração total: | Duração total:               | Duração total:                                      | 40:34   |  |